# Lauenau
Lauenau is een gemeente in de Duitse deelstaat Nedersaksen. De gemeente maakt deel uit van de Samtgemeinde Rodenberg in het Landkreis Schaumburg.
Lauenau telt 4.331 inwoners.

## Indeling van de gemeente
Tot de gemeente Lauenau behoort het vlek van die naam, en verder het Ortsteil  Feggendorf (2018: circa 800 inwoners), 2 kilometer ten oost-noordoosten van Lauenau zelf, alsmede de gehuchten Blumenhagen en Lübbersen.

## Ligging en infrastructuur
De  gehele Samtgemeinde Rodenberg ligt in het dal tussen de heuvelruggen Deister aan de oostkant en Süntel aan de zuidkant, behorend tot het Wezerbergland, en de Bückeberge ten  westen van de gemeente. De grootste plaats in de verdere omgeving is de stad Hannover, hemelsbreed ruim 25 km en over de weg circa 30 km oostwaarts.  Kleinere steden in de nabije omgeving zijn Stadthagen (in westelijke richting) en Bad Nenndorf, bijna direct ten noorden van Rodenberg-stad.
Lauenau ligt bijna 5 kilometer ten zuiden van het stadje Rodenberg.
Via de Bundesstraße 442 en de west-oost lopende B65 en de Autobahn A2 (afrit 37 Lauenau, die hier de B442 kruist) zijn er goede wegverbindingen met Hannover, Bielefeld en Hamelen. De afstand tussen Rodenburg-stad en het centrum van Lauenau over de B442 is, anderhalve kilometer voorbij de Autobahnaansluiting en het industrieterrein, in totaal circa 5 kilometer.
Met openbaar vervoer is de Samtgemeinde Rodenberg karig bedeeld. Het dichtstbij gelegen spoorwegstation is Station Bantorf, direct ten oosten van de noordelijke buurstad Bad Nenndorf, maar gelegen in de gemeente Barsinghausen. Verder naar het noorden, maar beter te bereiken, en door meer treinen bediend, is Station Haste (Han) te Haste, Samtgemeinde Nenndorf. Met dit laatste station bestaat vanuit Lauenau via Rodenberg een redelijke streekbusverbinding, die ook in de weekends rijdt.. Overige buslijnen in de gemeente zijn in de meeste gevallen schoolbusdiensten. Deze voeren, alleen op dagen, wanneer er op de scholen les wordt gegeven, 's morgens vroeg één rit uit in de richting van de onderwijsinstellingen, en in de middag, na het uitgaan van de scholen, twee of drie in omgekeerde richting. Verder bestaat in de gemeente een bel-taxi(Anruf-Auto)-systeem, vooral bedoeld voor ouderen, gehandicapten e.d.. Men moet een rit één dag van tevoren aanvragen. Men kan op deze wijze vervoer regelen binnen de Samtgemeinde, en ook van en naar artsen, ziekenhuizen e.d. in de omliggende plaatsen.

## Economie
In de Samtgemeinde is in het algemeen het toerisme (vanwege het natuurschoon) en in afnemende mate de landbouw van economisch belang. 
Van 1917 tot 2001 was de firma Casala te Lauenau de belangrijkste werkgeefster van de streek. Ze produceerde meubels, waaronder school- en kantoormeubilair. De onderneming maakte na het faillissement in 2001 een doorstart te Culemborg, Nederland. Er is nog wel een Casala-verkoopkantoor aanwezig. Het uitgestrekte fabriekscomplex in Lauenau, grotendeels industrieel erfgoed, is na 2001 voor diverse andere doeleinden in gebruik genomen, o.a. als politiebureau voor Lauenau zelf, als openbare bibliotheek voor de gehele Samtgemeinde, en voor uiteenlopende vormen van cultuur, muziek- en sportbeoefening.
Een groot bedrijventerrein ligt bij de aansluiting op de A2 tussen Apelern en Lauenau. Hier is ook een groot regionaal distributiecentrum van een in geheel Duitsland opererende supermarktketen gevestigd. Bij Lauenau is in 2022 het nieuwe hoofdkantoor en een grote fabriek van de firma XOX geopend. Deze produceert allerlei kleine snacks, zoals chips en zgn. borrelnootjes.
In de gehele Samtgemeinde Rodenberg, dus ook in Lauenau, wonen tamelijk veel mensen, die een werkkring of studie in de stad Hannover hebben (woonforensen).

## Geschiedenis

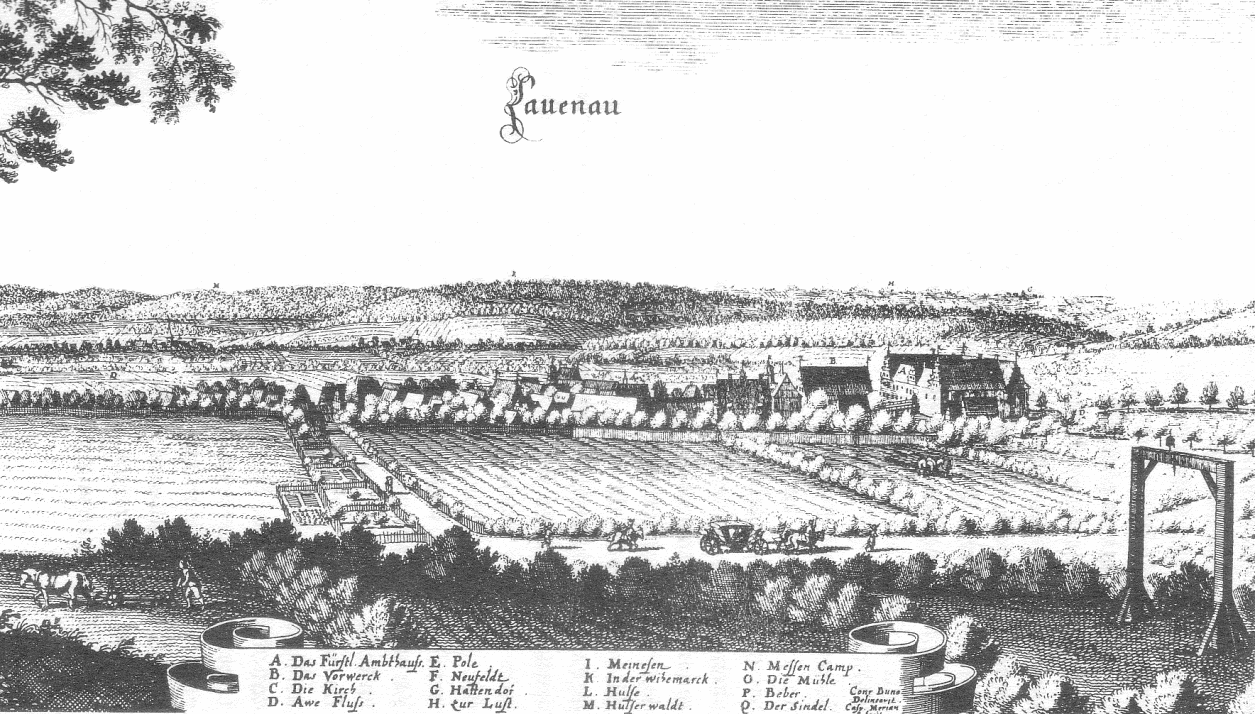
Merian-prent van Lauenau, ca. 1650
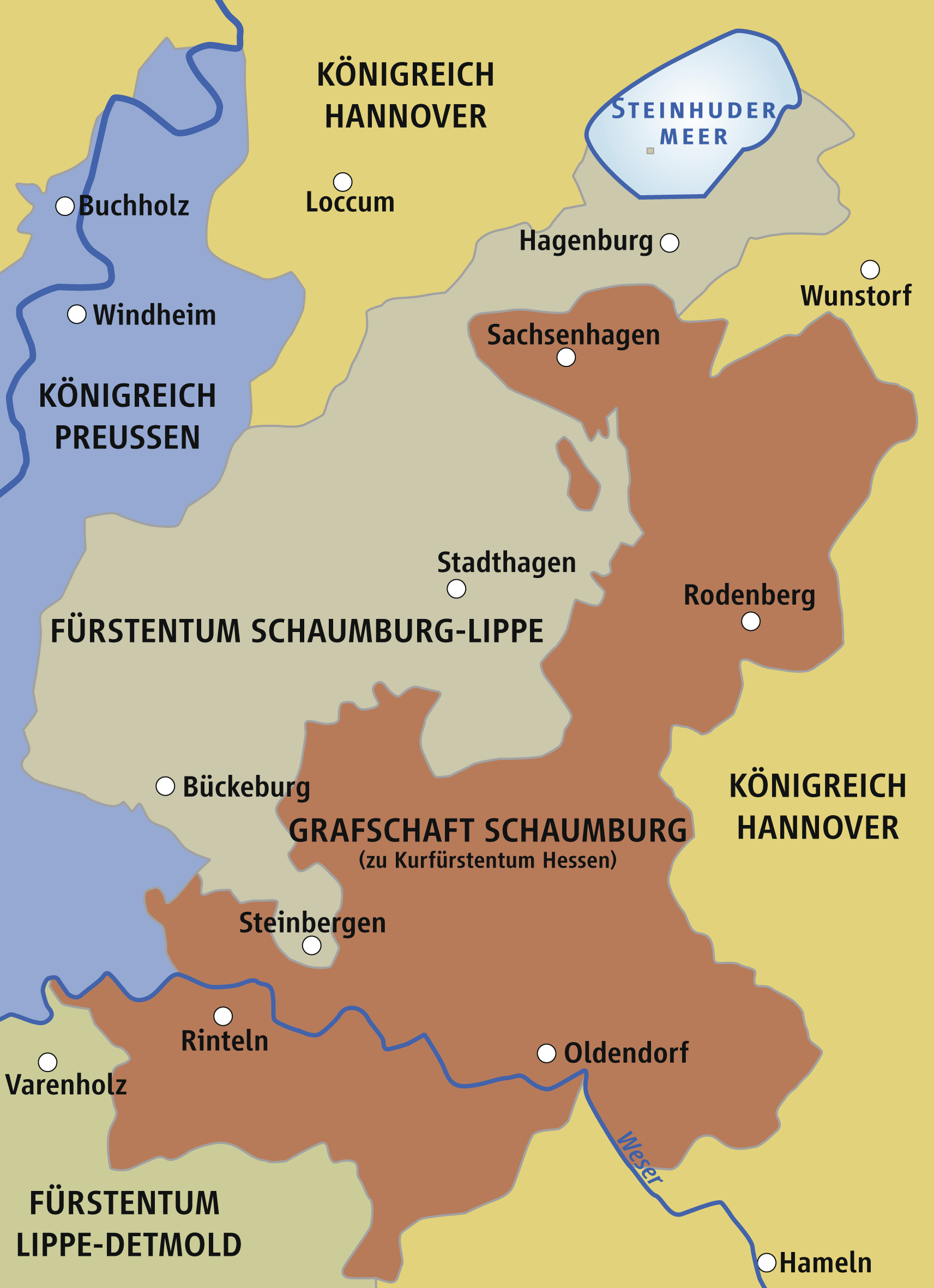
Graafschap Schaumberg, deling tussen 1640 en 1648. Lauenau ligt in het okergele, Hannoverse gebied.

Lauenau heet naar een in opdracht van  Hendrik de Leeuw in 1190 als grensvesting tegen naburige vijanden gestichte burcht, die later een gerechtsplaats was aan het riviertje Aue. Schwedesdorf was de naam van een oorspronkelijk hier gelegen dorp, dat reeds in 1059 in een document wordt genoemd. Dit dorp heette naar een Schwad of Schwed, met de betekenis: lange lijn, streep, grens. Schwedesdorf was dus een grensplaatsje.
Het gebied heeft in de late middeleeuwen behoord tot het Graafschap Schaumburg. In 1536 verkreeg Lauenau marktrecht en daarmede de status van vlek. Sedertdien heeft Lauenau het karakter van een klein stadje gekregen. Anders dan de meeste andere delen van de Samtgemeinde Rodenburg kwamen Lauenau en het zuidelijke buurdorp Messenkamp in 1640-1648 bij de deling van het Graafschap Schaumburg niet aan het Landgraafschap Hessen-Kassel, maar aan het Vorstendom Calenberg , dat in 1692 in het Keurvorstendom Brunswijk-Lüneburg opging. In december 1682 werd Lauenau door een stadsbrand grotendeels verwoest. De plaats had, door een Franse bezetting, veel te lijden in de Zevenjarige Oorlog (1756-1763).
In de streek, met name te Apelern en Lauenau, waren de bestuurders van Rodenberg vaak namens de landsheer (in leenmanschap van de graaf) leden van het adellijke geslacht Von Münchhausen. Dit betreft leden van de zogenaamde witte lijn van dit geslacht. 
Na de Napoleontische tijd kwam het gebied aan het Koninkrijk Hannover. In de Oostenrijks-Pruisische Oorlog van 1866 werd het door het Koninkrijk Pruisen geannexeerd. In 1871 werd het met Pruisen geïntegreerd in het Duitse Keizerrijk.
Van 1905 tot 1968 had Lauenau een stationnetje aan de Spoorlijn Bad Münder - Bad Nenndorf. Deze spoorlijn is opgebroken, maar het tracé is hier en daar nog herkenbaar aan het landschap en aan met de spoorlijn samenhangende gebouwen. Na de Tweede Wereldoorlog  nam de bevolking sterk toe door immigratie van Heimatvertriebene, Duitsers uit in 1945 Pools, Russisch en Tsjechisch geworden gebieden.

## Bezienswaardigheden
- Lauenau ligt in een mooie omgeving, tussen de heuvelruggen Bückeberge en Süntel in het westen en zuiden, beide deel uitmakende van het Wezerbergland, en de Deister in het oosten. Hier zijn goede mogelijkheden voor wandel-, fiets- en mountainbiketochten. Wandelaars kunnen hier en daar een zeldzame, grillig gevormde Süntel-beuk aantreffen.
- Kasteel Lauenau is een in 1572 in de stijl der Wezerrenaissance gebouwd kasteel, gelegen op de plek van het voormalige kasteel van Hendrik de Leeuw uit 1190. Het is privé bewoond en niet te bezichtigen.
- Kasteel Schwedesdorf werd tussen 1596 en 1600 gebouwd in opdracht van leden van de witte tak van de adellijke familie Von Münchhausen, die het nog steeds bewonen. In de 19e eeuw werd het gebouwencomplex ingrijpend verbouwd en uitgebreid. Ten westen van het kasteel ligt een park met enige exotische bomen daarin, dat vrij toegankelijk is. Het kasteel zelf is niet voor bezichtiging opengesteld.
- Kasteel Meysenbug werd in 1867 in de neo-tudorstijl gebouwd.[5]
- Van de hand van de in Lauenau zeer geprezen lokale beeldhouwer Josef Hauke[6] staan verspreid in het stadje verscheidene beeldhouwwerken. Naar hem is ook een stichting voor plaatselijke culturele initiatieven genoemd.
- Opmerkelijk is de in 1962 voltooide rooms-katholieke St. Marcuskerk. Het interieur is grotendeels ontworpen of uitgevoerd door Josef Hauke.
- In het oude centrum van Lauenau staan verscheidene schilderachtige vakwerkhuizen.
- Vanaf de middeleeuwen tot circa 1600 werd in de Deister zandsteen als bouwmateriaal gewonnen, en vanaf de 17e eeuw tot ongeveer 1960 werd er steenkool gewonnen. Op de locatie Feggendorfer Stolln, 1½ km ten oost-noordoosten van Feggendorf, is in 2017 een in 1952 gesloten kolenmijn, waar nog winbare steenkoollagen aanwezig zijn, heropend voor met name museale en educatieve doeleinden. Men kan er onder andere leren, hoe mijnwerkers in vroeger eeuwen kolen dolven met ambachtelijke gereedschappen zoals een houweel, maar ook met behulp van pneumatische hamers. De Feggendorfer Stolln is een van drie zgn. Lehrbergwerke in Duitsland, die tot doel hebben, de technische vaardigheid in het delven van steenkool te bewaren voor het nageslacht.

## Afbeeldingen

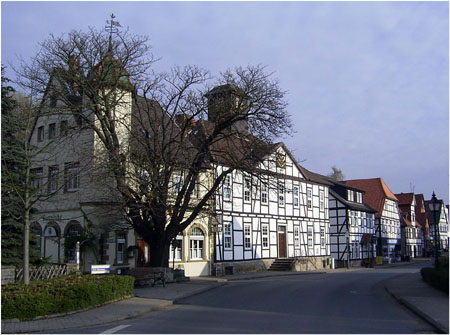
Straat met vakwerkhuizen te Lauenau
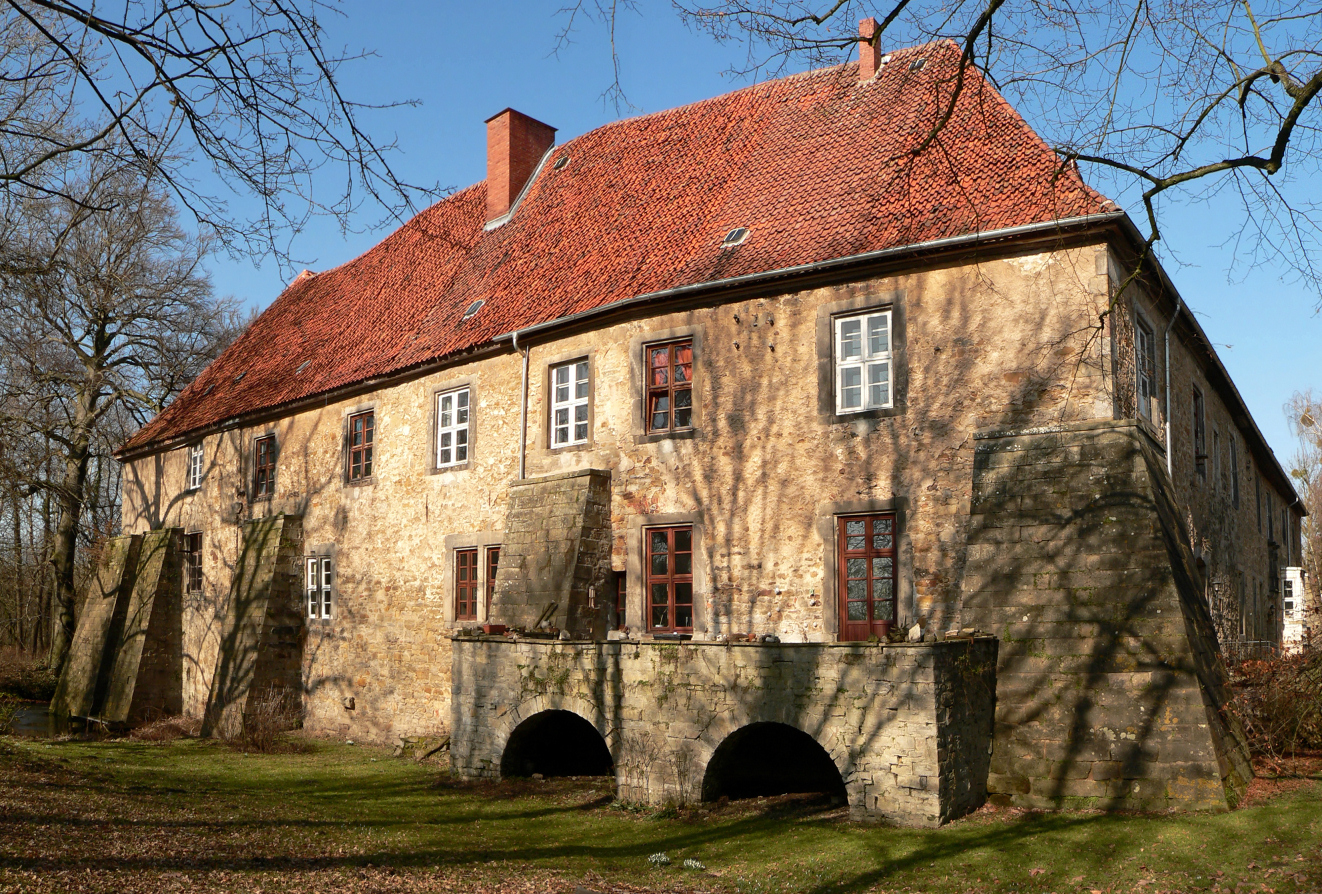
Kasteel Lauenau
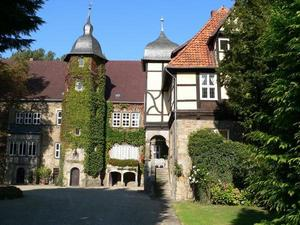
Kasteel Schwedesdorf, Lauenau
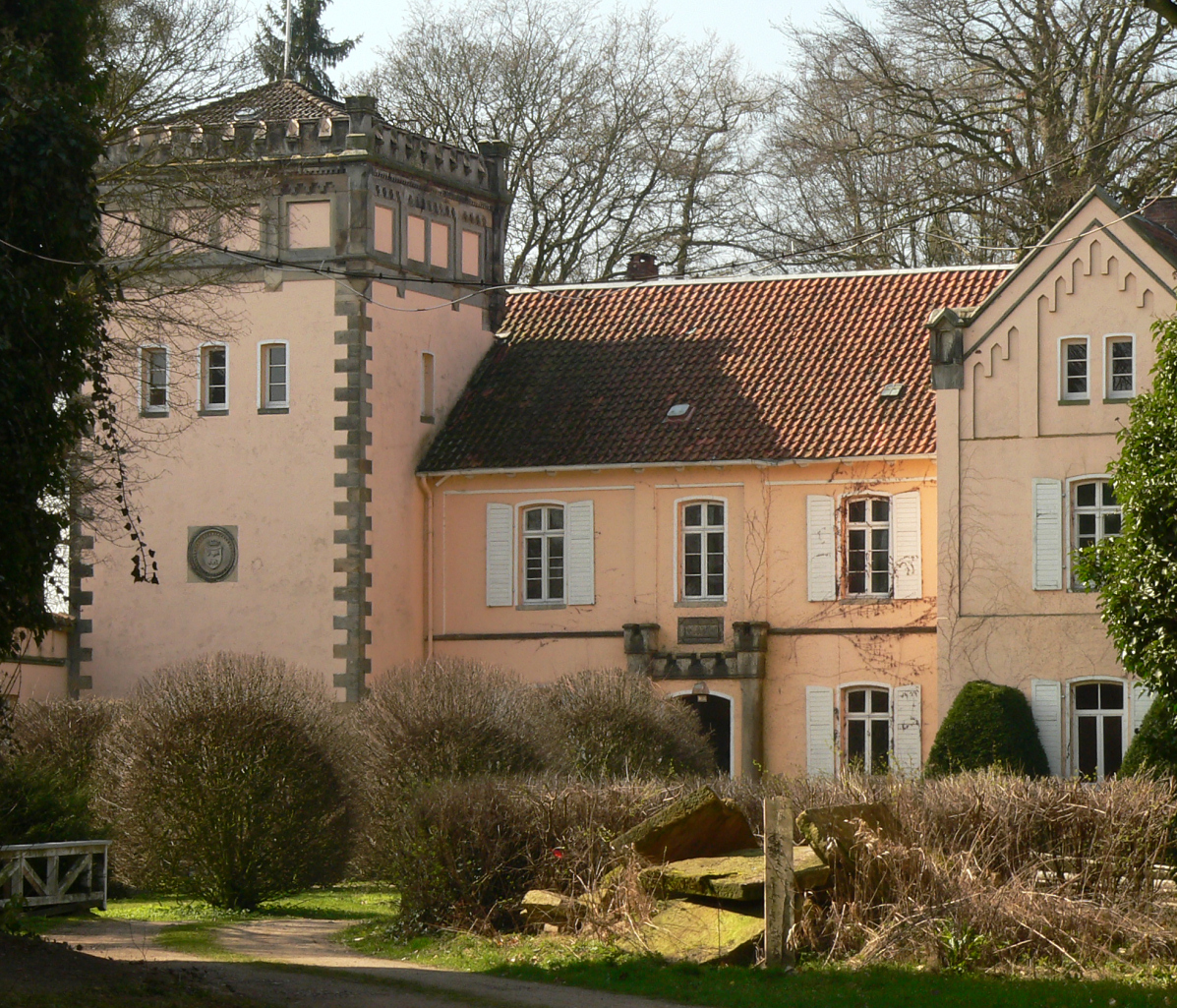
Kasteel Meysenbug, Lauenau
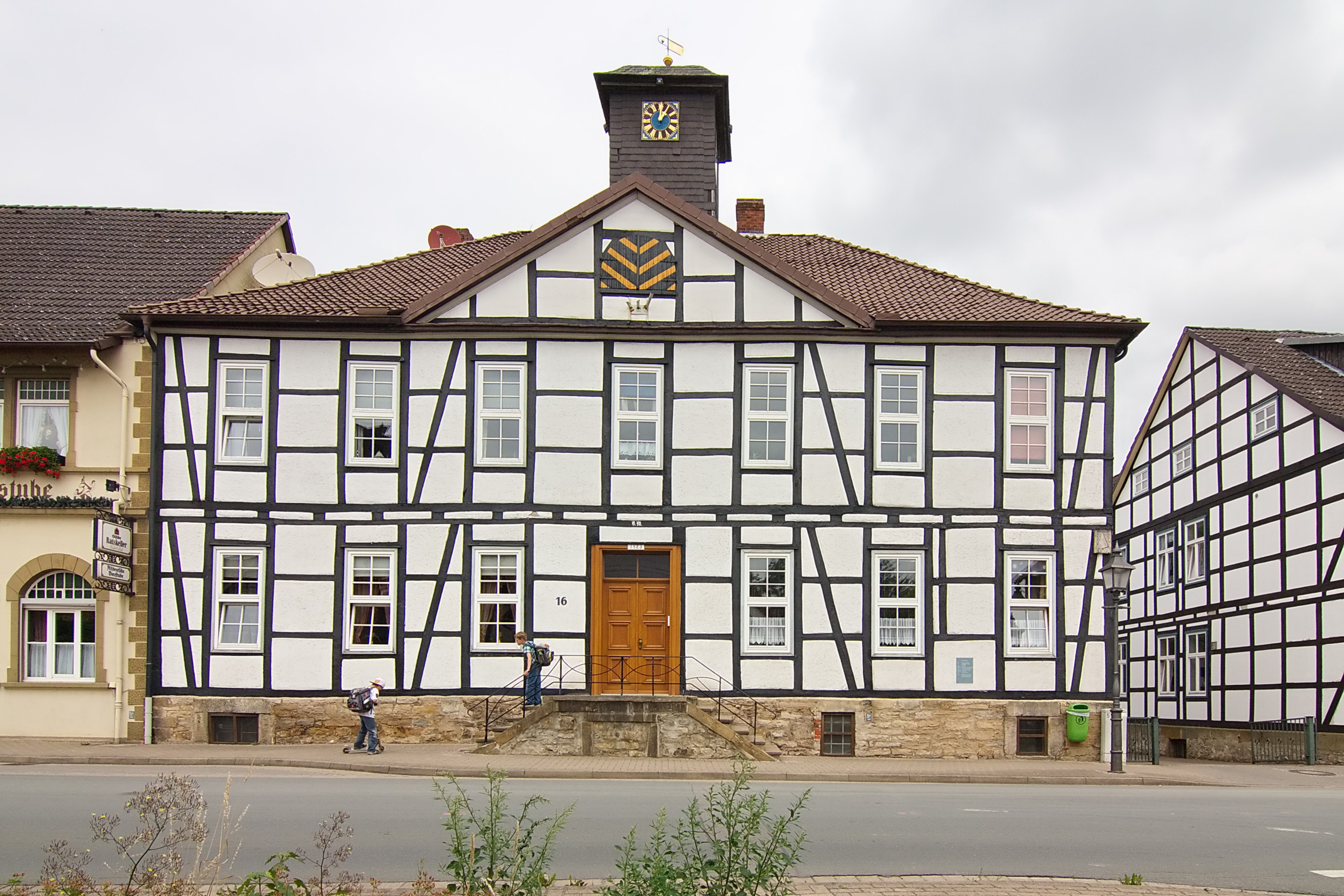
Gebouw Ratskeller (1825) , voormalig stadhuis
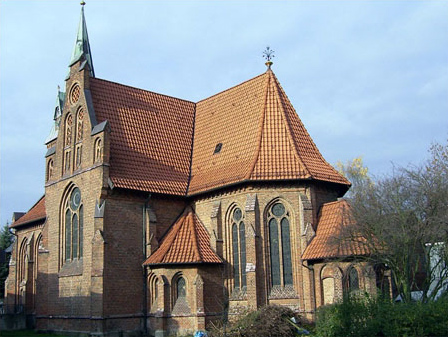
De neogotische, evangelisch-lutherse Sint-Lucaskerk, Lauenau (1878)
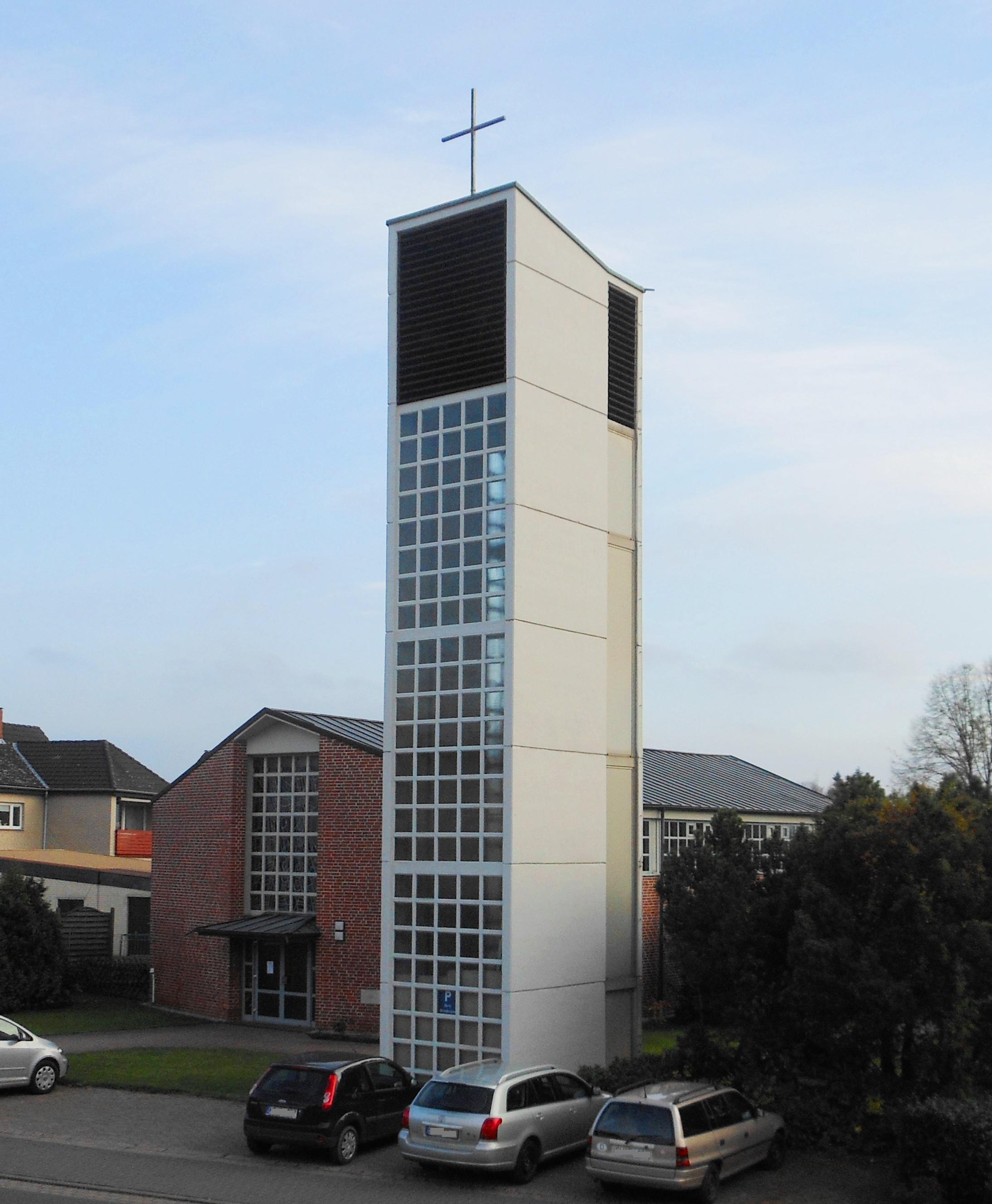
R.K. St. Marcuskerk
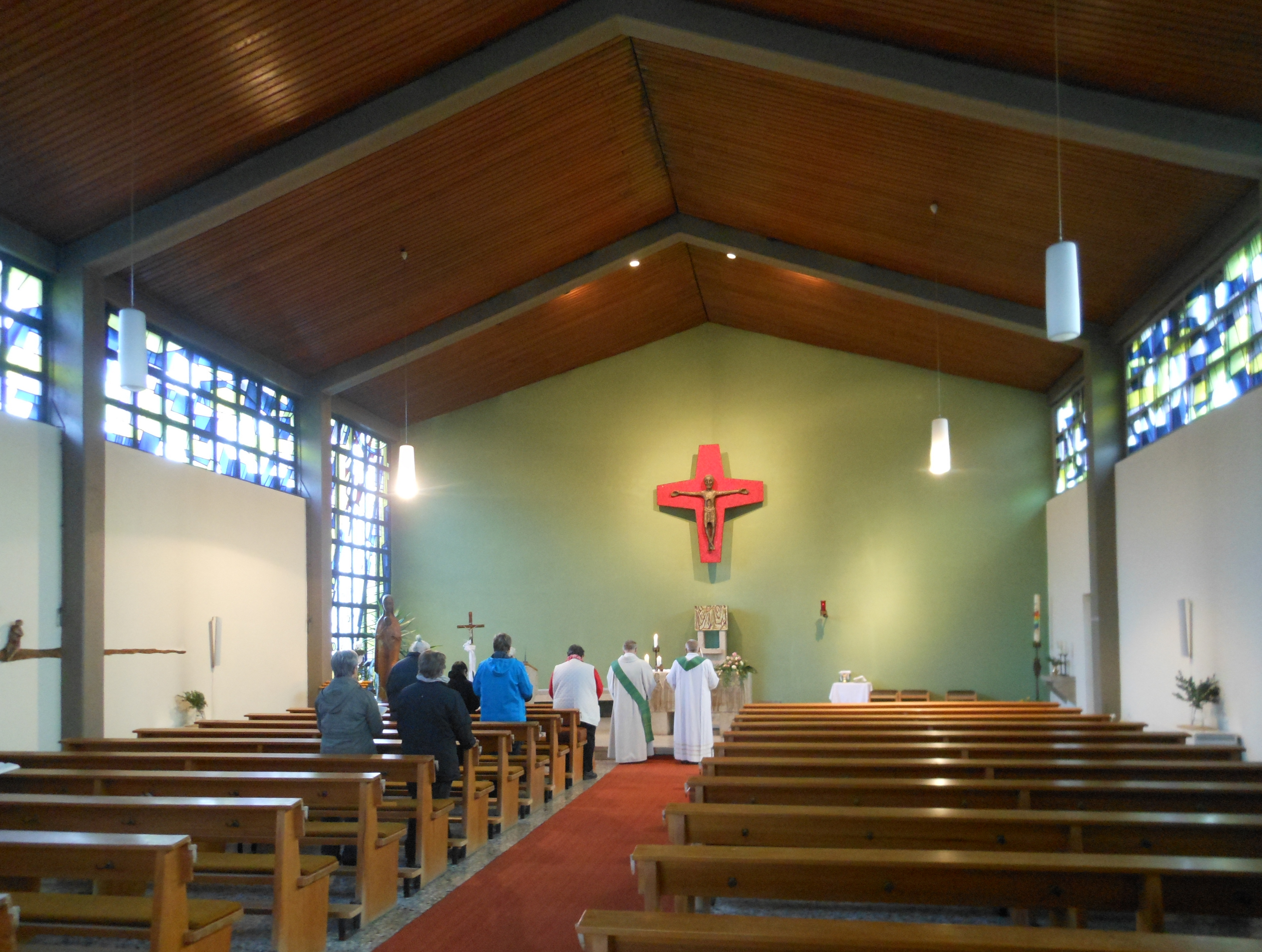
Interieur van deze kerk tijdens een Heilige Mis
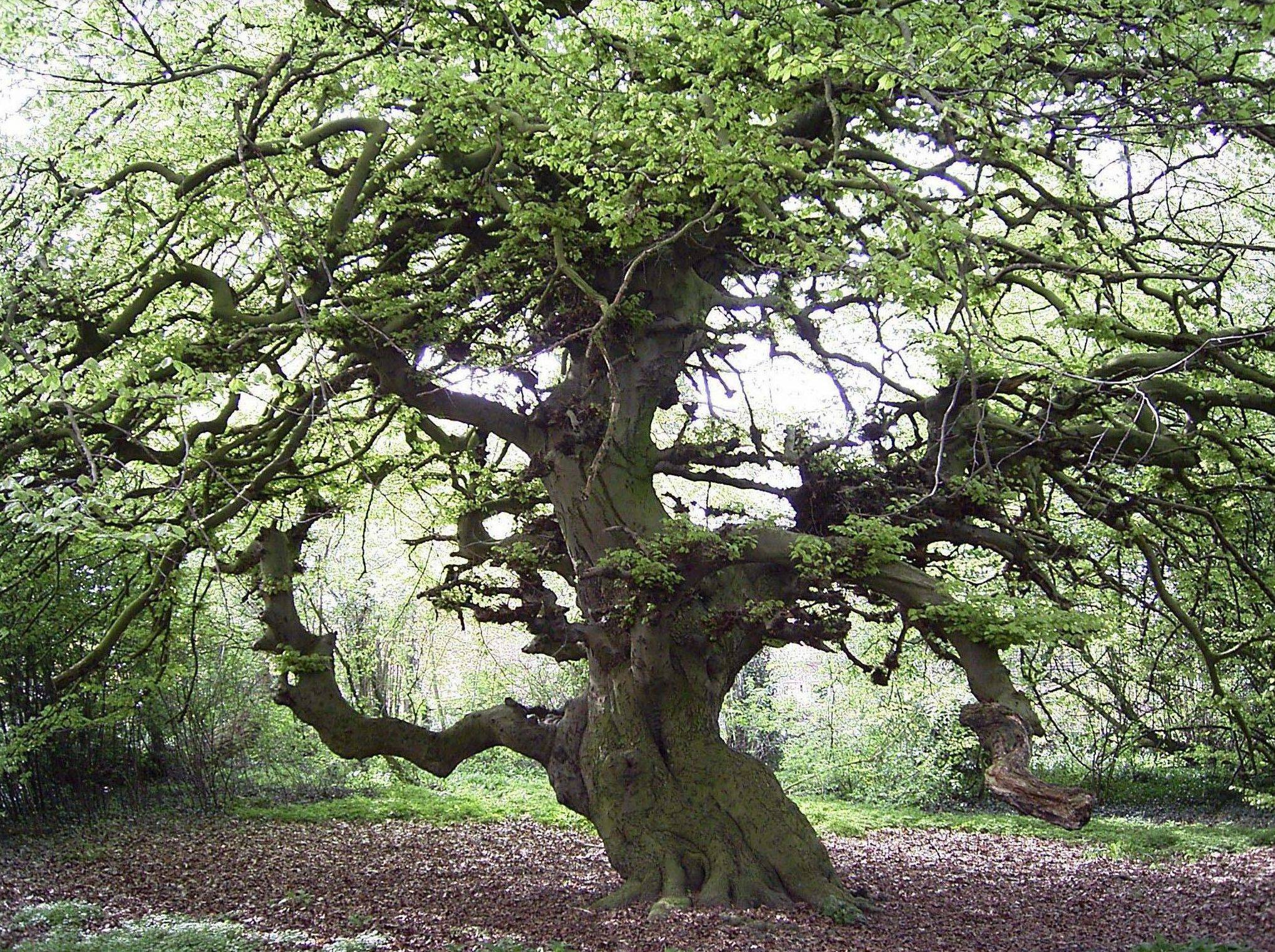
Monumentale Süntel-beuk[7] in het Volkspark van Lauenau
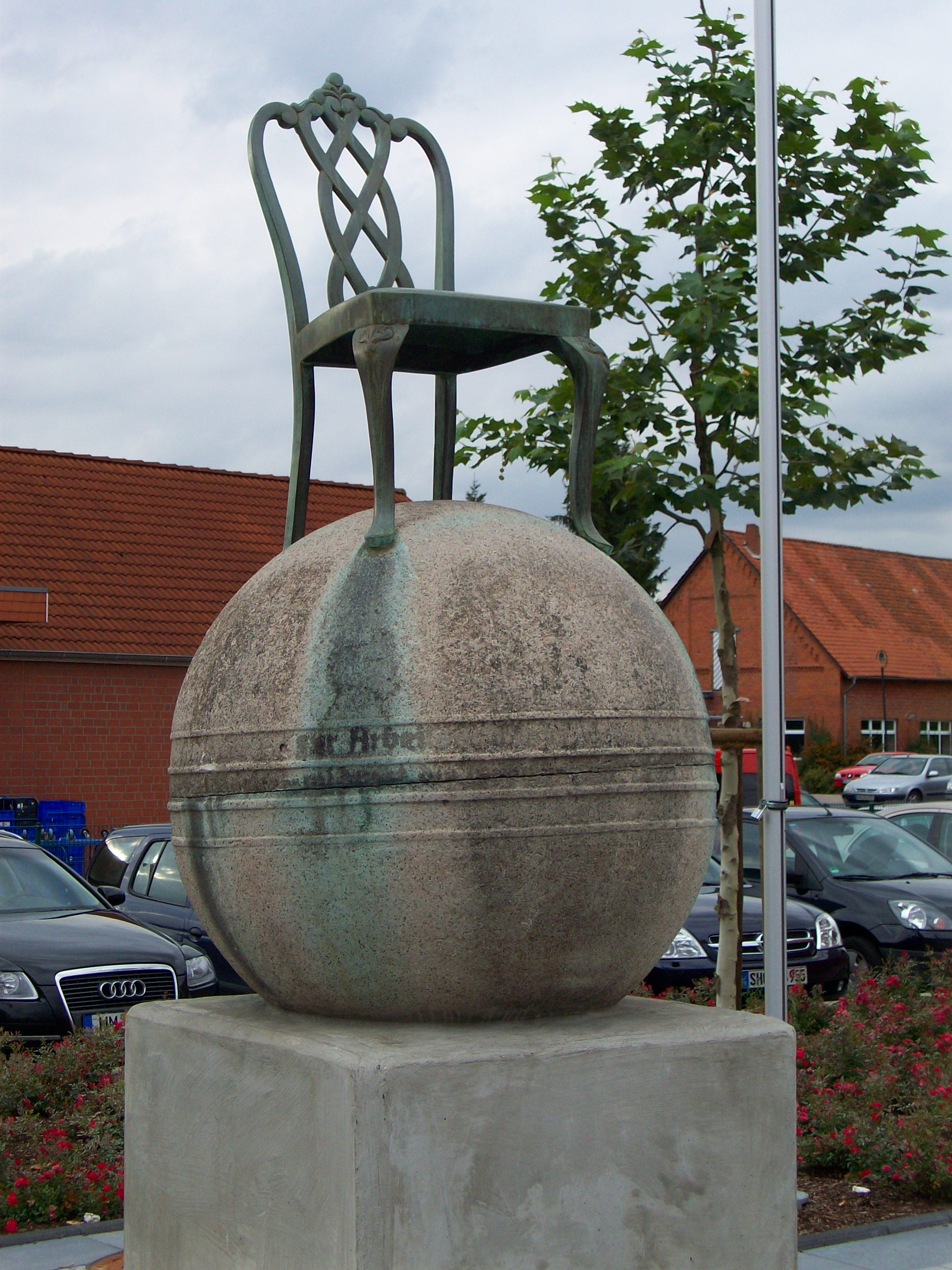
Monument Casala-stoel
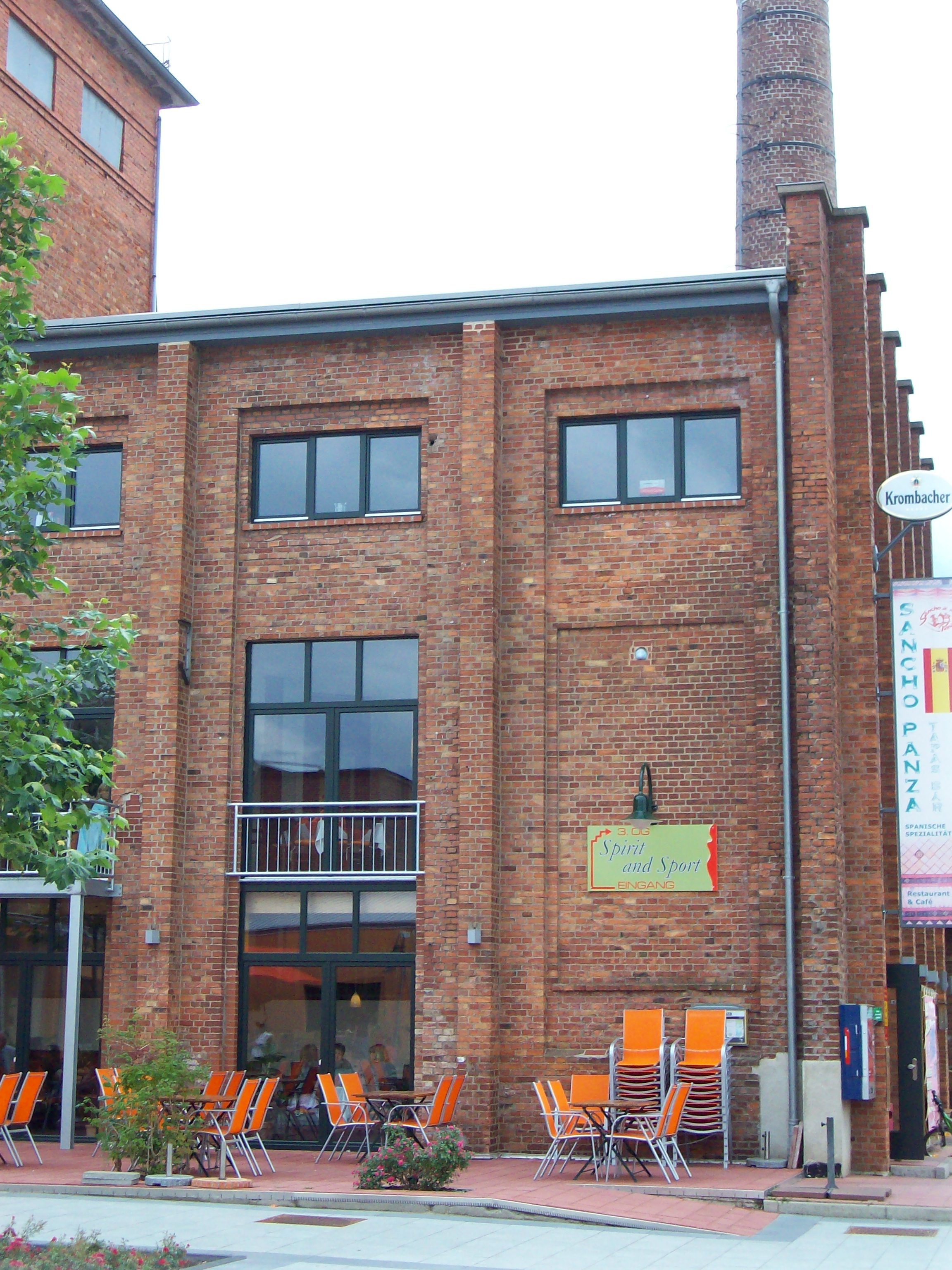
Restaurant in voormalig ketelhuis Casala-meubelfabriek, Lauenau
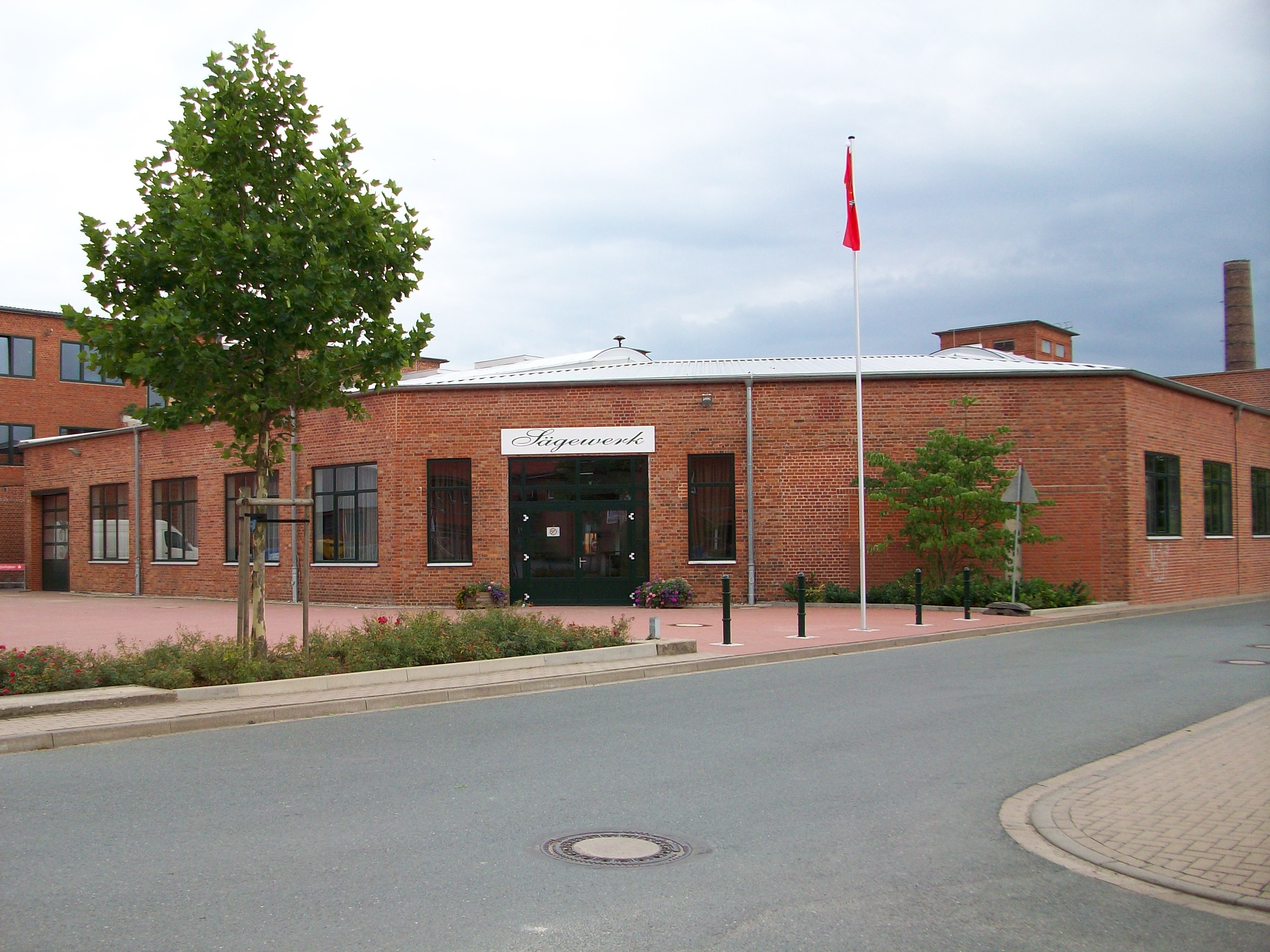
Feestgebouw in voormalige houtzagerij bij de v.m. Casala-fabriek
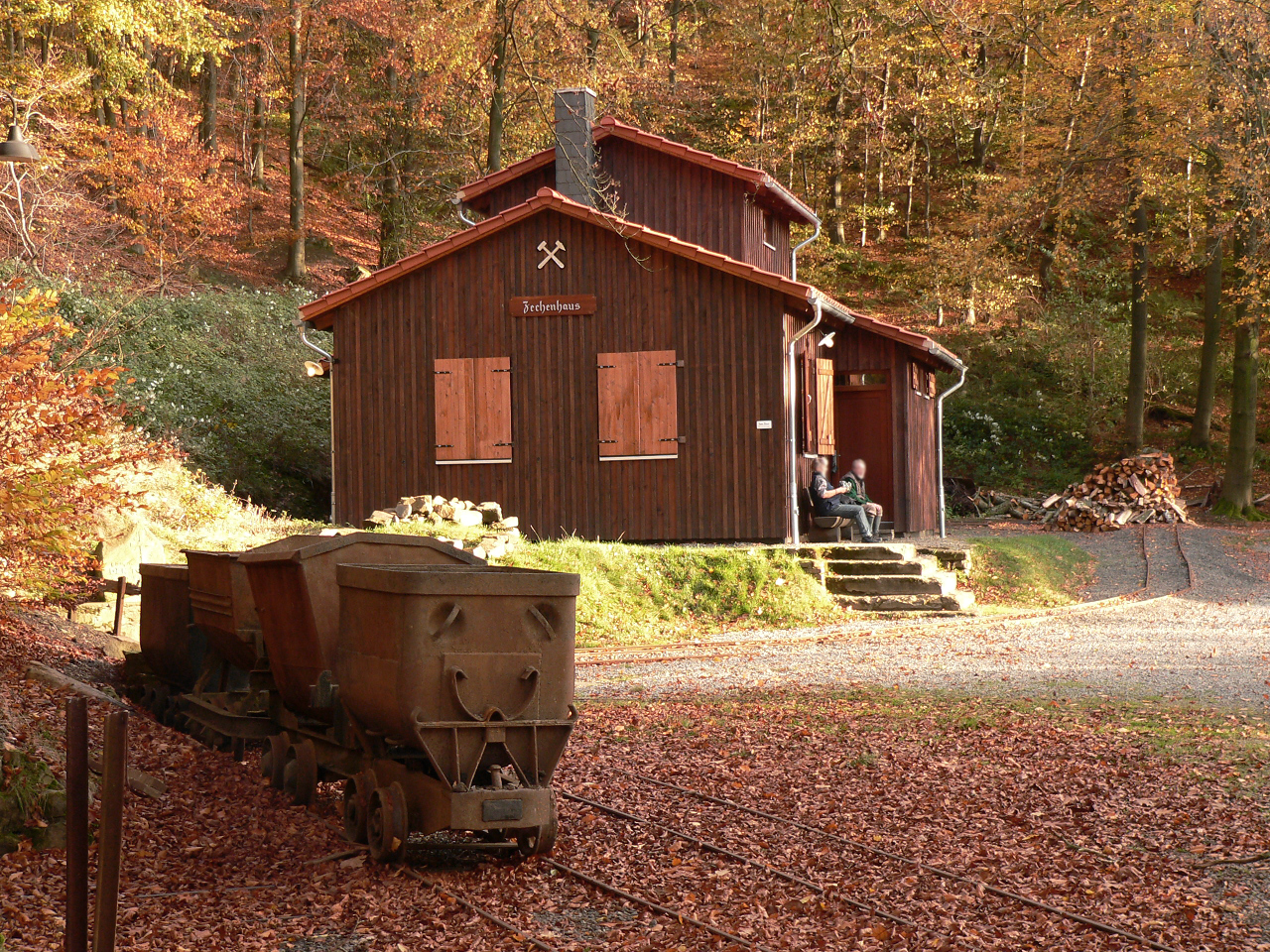
Mijnhuis Feggendorfer Stolln

- Gemeinsame Normdatei: 4583041-1
- Virtual International Authority File: 243187674
- WorldCat: E39PBJv4p7QbCVMv8fhHB6hmBP

Ahnsen · 
Apelern · 
Auetal · 
Auhagen · 
Bad Eilsen · 
Bad Nenndorf · 
Beckedorf · 
Buchholz · 
Bückeburg · 
Hagenburg · 
Haste · 
Heeßen · 
Helpsen · 
Hespe · 
Heuerßen · 
Hohnhorst · 
Hülsede · 
Lauenau · 
Lauenhagen · 
Lindhorst · 
Lüdersfeld · 
Luhden · 
Meerbeck · 
Messenkamp · 
Niedernwöhren · 
Nienstädt · 
Nordsehl · 
Obernkirchen · 
Pohle · 
Pollhagen · 
Rinteln · 
Rodenberg · 
Sachsenhagen · 
Seggebruch · 
Stadthagen · 
Suthfeld · 
Wiedensahl · 
Wölpinghausen